# Lambana (bướm đêm)
Lambana  là một chi bướm đêm thuộc họ Noctuidae.